# Nisar Bazmi
Nisar Bazmi (Jalgaon, 1 december 1924 – Karachi, 22 maart 2007) was een Pakistaans componist. 
Vanaf zijn dertiende volgde hij in Bombay les in Raga en leerde de instrumenten van Khan Saheb Aman Ali Khan. In 1939 werd hij bij All India Radio (A.I.R.) ingehuurd. Met zijn voor het toneelstuk Nadir Shah Durrani geschreven liederen, die alle hits werden, verwierf hij bekendheid. Zijn doorbraak kwam in 1946 toen hij werd ingehuurd als componist voor de film Jamana Paar.
Toen hij op 21 juni 1962 naar Pakistan reisde had hij voor bijna 40 Indische films muziek geschreven. Daarna zouden nog 14 Pakistaanse films volgen. Tot zijn grootste werken behoort de muziek van de film Lakhoan Mein Aik van Raza Mirs.
Gedurende zijn muzikale carrière heeft hij veel hits geschreven voor artiesten als Runa Laila, Ahmed Rushdi, Noor Jehan and Mehdi Hassan. Nisar Bazmi ontvang in 1968, 1970, 1972, 1979 en 1986 de Nigar Award.

## Prijzen
- Nigar Award voor de beste componist voor de film "Saiqa" in 1968.
- Nigar Award voor de beste componist voor de film "Anjuman" in 1970.
- Nigar Award voor de beste componist voor de film "Meri zindigi hai naghma" in 1972.
- Nigar Award voor de beste componist voor de film "Khaak aur khoon" in 1979.
- Nigar Award voor de beste componist voor de film "Hum aik hain" in 1986

## Beroemde werken
Een aantal van zijn beroemdste werken zijn:
- Dil Dharke Me Tum Se Yeh Kese - Runa Laila
- Ik husn ki devi say mujhay pyar hua tha - Mehdi Hasan
- Ik Sitm Aur Meri Jaan Abhi Jaan Baqi Hai - Mehdi Hassan
- Ranjish Hi Sahi Dil Hi Dukhane Ke Lie Aa - Mehdi Hassan
- Ham Chale To Hamere Sang Sang Nizare Chale - Ikhlaq Ahmed
- Barie mushkil sai huwa tera mera saath piya - Noor Jehan
- Haalat badal nahin saktey - Noor Jehan
- Chalo acha huwa tum bhool gayey - Noor Jehan

- Library of Congress Control Number: n88110235
- MusicBrainz: b0f60589-56c0-42e6-827d-58208457a404
- Virtual International Authority File: 68017369
- WorldCat: E39PBJgmRg6PtqbGwBR48M4Qbd